# Pausania (re di Sparta)
Pausania, figlio di Plistoanatte (in greco antico: Παυσανίας?, Pausanìas; Sparta, anni 460 a.C. – Tegea, dopo il 385 a.C.), fu re di Sparta della dinastia degli Agiadi dal 444 a.C. al 426 a.C. e poi di nuovo dal 409 a.C. al 394 a.C.; i suoi periodi da re furono intervallati dai due regni del padre.
Fu padre dei due re di Sparta che gli succedettero, Agesipoli I e Cleombroto I.

## Biografia
Appartenente alla famiglia reale degli Agiadi, Pausania era nipote del generale Pausania e figlio del re Plistoanatte. Regnò congiuntamente ad Archidamo II e poi con i due figli di questi Agide II e Agesilao II.

### Primo regno
Pausania salì al trono nel 444 a.C., quando gli efori, a quell'epoca molto potenti, rovesciarono suo padre Plistoanatte, colpevole della fallimentare invasione dell'Attica. Pausania, essendo molto giovane, fu sottoposto alla reggenza dello zio Cleomene, che lo accompagnò durante l'invasione dell'Attica (427 a.C.).
Alla fine, però, Pausania stesso fu cacciato dagli efori (426 a.C.), che rimisero sul trono suo padre; questi vi restò fino alla sua morte, avvenuta nel 409 a.C., anno in cui ritornò Pausania.

### Secondo regno

#### La missione in Attica
Pausania ricompare all'inizio del 403 a.C., quando i Dieci, che avevano sostituito i Trenta tiranni dopo la sconfitta di Munichia, erano asserragliati in città, coi democratici di Trasibulo che li insidiavano dal Pireo: i Trenta e i Dieci avevano mandato un'ambasciata a Lisandro, chiedendogli di venire in loro aiuto, e lui era giunto di persona, cominciando ad assediare i democratici per terra con un esercito di mercenari e per mare colla flotta spartana, comandata da suo fratello.
Pausania, gli Efori e molte altre personalità spartane erano gelose della potenza di Lisandro, che si stava costruendo una sorta di impero personale, per cui decisero di rovinare i suoi piani: Pausania, con tre dei cinque efori, si avviò verso l'Attica coll'intero esercito peloponnesiaco, deciso a far fallire le operazioni di Lisandro (sebbene formalmente dovesse aiutarlo). Pausania, giunto in Attica, si accampò ad Alipedo, vicino al Pireo, in modo da poter essere più vicino a coloro che voleva veramente aiutare.
Quelli del Pireo, però, non conoscevano le sue intenzioni, perciò lo attaccarono: ne seguì una grande battaglia, che si concluse con una vittoria Spartana. Nonostante ciò, Pausania continuava a favorire i democratici: riuscì a convincerli, con dei dispacci segreti, a mandargli degli ambasciatori che chiedessero la fine della guerra, e, quando riuscì a trovare anche due rappresentanti del governo dei Dieci (in realtà, due privati di tendenze democratiche) favorevoli alla sua proposta, mandò tutti questi delegati a Sparta per dimostrare che tutti gli Ateniesi desideravano la pace.
Gli Spartani, in risposta, mandarono quindici delegati che, assieme a Pausania, formularono le clausole della pacificazione (settembre 403): sostanzialmente si decise per la creazione di due stati separati, quello oligarchico di Eleusi (dove, oltre ai Trenta che già vi si erano insediati, dovettero recarsi anche i Dieci e gli Undici, gli incaricati delle esecuzioni capitali) e quello democratico in città.
Concluse le trattative, Pausania tornò subito in patria. A Sparta, però, il partito a lui avverso lo fece processare davanti a un tribunale composto dai geronti, dagli efori e dall'altro re, Agide II: quattordici dei ventotto geronti, assieme al re Agide, votarono per la sua condanna, mentre gli efori e gli altri quattordici geronti per la sua assoluzione.

#### Guerra di Corinto
Assolto dal procedimento, nel 395 a.C. il re fu chiamato a guidare insieme a Lisandro parte dell'armata spartana che avrebbe dovuto invadere la Beozia in risposta all'atteggiamento ostile che Tebe aveva assunto da alcuni anni.
Lisandro non aspettò l'esercito del re e, dopo aver convinto Orcomeno a passare dalla parte di Sparta, si accampò vicino alla città di Aliarto e mandò a Pausania un messaggero per chiedergli di raggiungerlo lì all'alba; questo però fu catturato e quindi Pausania non ricevette notizia alcuna dei piani di Lisandro. A giorno avanzato Lisandro andò verso Aliarto coll'esercito, secondo Senofonte sperando di convincere gli abitanti a defezionare in cambio dell'autonomia, e morì nella cruenta battaglia che seguì tra Spartani e Tebani.
Ricevuta la notizia della sconfitta e della morte di Lisandro, Pausania mosse verso Aliarto con l'intenzione di recuperare i morti e, consultatosi coi vari sottufficiali, pensò che sarebbe stato difficile prenderli con una battaglia (le truppe di Lisandro si erano ritirate, i Corinzi si erano rifiutati di combattere, l'esercito era demoralizzato mentre i Tebani erano galvanizzati dalla vittoria, la cavalleria nemica era superiore alla loro e soprattutto i morti erano tanto vicini alle mura che chiunque si fosse avvicinato per prenderli sarebbe stato facile bersaglio per i soldati appostati sulle torri), e preferì chiedere una tregua, atto con cui implicitamente riconosceva la sconfitta. I Tebani accettarono la proposta degli Spartani, che in cambio dovettero lasciare la Beozia.

### Esilio e morte
Al ritorno in patria Pausania fu processato per delitto capitale: secondo Senofonte era accusato di essere arrivato in ritardo ad Aliarto, di aver stipulato la tregua invece che combattere e di non aver annientato i democratici ateniesi al Pireo; è possibile che gli fosse imputato anche il suo tentativo di abolire l'eforato, citato da Aristotele. Pausania fuggì presso il santuario di Atena Alea a Tegea e fu condannato a morte in contumacia. Gli successe il figlio Agesipoli.
Morì a Tegea dopo il 385 a.C., in quanto le fonti dell'epoca ricordano che intercedette presso il figlio Agesipoli, impegnato nell'assedio di Mantinea, avvenuto in quell'anno, affinché risparmiasse la città con cui Pausania aveva intrattenuto numerosi rapporti di amicizia.

## Nella cultura di massa
Pausania compare come antagonista nel videogioco Assassin's Creed: Odyssey, dove fa parte di una malvagia setta segreta. Nel gioco muore tra il 428 e il 422 a.C., ucciso dal protagonista.